# Amplificació i simplificació de fraccions
En  matemàtica ,  amplificar una fracció  és l'acció de multiplicar tant el numerador com el denominador d'aquesta, per un mateix nombre, amb l'objectiu d'obtenir una fracció equivalent a la fracció inicial. La simplificació  o  reducció  de fraccions a l'acció de dividir numerador i denominador d'una fracció per un mateix nombre amb l'objectiu d'obtenir una  fracció equivalent .

## Amplificació de fraccions
El procediment és vàlid per a tot nombre real diferent de zero, ja que, fent ús de la propietat que té l'element Neutre multiplicador del conjunt de nombres reals  (Anell amb unitat) , es pot prendre una fracció que sigui equivalent a 1 (element neutre) de tal manera que el seu numerador i denominador siguin nombres reals iguals no nuls. Això s'escriu així.

Siguin {\displaystyle a_{1},a_{2},...,a_{n}\,\!} nombres reals qualsevol diferents de zero, llavors s'ha de:
{\displaystyle {\frac {a_{1}}{a_{1}}}={\frac {a_{2}}{a_{2}}}=...={\frac {a_{n}}{a_{n}}}=1\,\!}

No és vàlida per al real zero perquè la divisió per zero no està definida

## Aplicació de fraccions
- Aquest procediment matemàtic és utilitzat amb freqüència en moltes demostracions matemàtiques, ja que qualsevol expressió que sigui multiplicada per 1 no altera el seu valor. Així doncs, pot crear-se una fracció equivalent a un que ens sigui útil a la nostra demostració.  veure exemple 1 .

 (Una funció semblant compleix l'element neutre additiu del nombres reals, ja que en sumar zero tampoc s'altera l'expressió). 
- Un altre exemple molt conegut és el d'utilitzar aquesta propietat en la racionalització de fraccions, on es fa servir la propietat de l'element neutre multiplicatiu per  treure [3] l'arrel inexacta d'un nombre real del denominador.  veure exemple 2.

- També s'usa per comparar fraccions. Aquí també és vàlida la simplificació, que en el fons és el mateix, ja que fa ús de les mateixes propietats i procediments.  veure exemple 3 .

## Exemples d'amplificació de fraccions
Exemple 1 
- Demostreu que:

{\displaystyle \tan {(x-y)}={\frac {\tan {(x)}-\tan {(y)}}{1+\tan {(x)}\tan {(y)}}}}.
Demostració:
{\displaystyle \tan {(x-y)}={\frac {\sin {(x-y)}}{\cos {(x-y)}}}}
{\displaystyle \tan {(x-y)}={\frac {\sin {(x)}\cos {(y)}-\sin {(y)}\cos {(x)}}{\cos {(x)}\cos {(y)}+\sin {(x)}\sin {(i)}}}}

 Multiplicant per 1 la part dreta de la identitat, hem de: 
{\displaystyle \tan {(x-y)}={\frac {\sin {(x)}\cos {(y)}-\sin {(y)}\cos {(x)}}{\cos {(x)}\cos {(y)}+\sin {(x)}\sin {(y)}}}{\frac {\frac {1}{\cos {(x)}\cos {(y)}}}{\frac {1}{\cos {(x)}\cos {(i)}}}}}
Després,
{\displaystyle \tan {(x-y)}={\frac {\tan {(x)}-\tan {(y)}}{1+\tan {(x)}\tan {(y)}}}}.
Que és el que volíem demostrar.
 Noteu que aquest procediment és vàlid només si el producte de les tangents de xiy són diferents de menys un. 
 Exemple 2 
- Racionalitzar l'expressió següent:

{\displaystyle Z={\frac {1}{\sqrt {2}}}}
 Multiplicant per un tenim:
{\displaystyle Z={\frac {1}{\sqrt {2}}}{\frac {\sqrt {2}}{\sqrt {2}}}}

Després,
{\displaystyle Z={\frac {\sqrt {2}}{2}}}
O també en el cas següent:
- Racionalitzar l'expressió:

{\displaystyle Z={\frac {1}{5-{\sqrt {2}}}}}
Multiplicant pel conjugat de z dividit en si mateix tenim.
{\displaystyle Z={\frac {1}{5-{\sqrt {2}}}}{\frac {\bar {z}}{\bar {z}}}}
{\displaystyle Z={\frac {1}{5-{\sqrt {2}}}}{\frac {5+{\sqrt {2}}}{5+{\sqrt {2}}}}}
{\displaystyle Z={\frac {5+{\sqrt {2}}}{25-2}}}
{\displaystyle Z={\frac {5+{\sqrt {2}}}{23}}}.

 Exemple 3 
L'amplificació pot usar-se, entre altres coses, per saber quina és la més gran de dues fraccions amb diferent denominador (amplificant la fracció de menor denominador fins a trobar una fracció de la mateixa denominador a l'altra i comparant després els numeradors).
Si es vol saber quina fracció és major:
{\displaystyle {\frac {1}{3}};{\frac {2}{5}}}
Amplificar la primera per cinc cinquens i la segunta per tres terços:
És a dir,
{\displaystyle {\frac {1\cdot 5}{3\cdot 5}}={\frac {5}{15}}}
{\displaystyle {\frac {2\cdot 3}{5\cdot 3}}={\frac {6}{15}}}
La idea és que totes dues tinguin el mateix denominador, així, es comparen els numeradors i es decideix quin és més gran.
podent d'aquesta manera comparar les fraccions:
{\displaystyle {\frac {5}{15}}<{\frac {6}{15}}}
i establir finalment la relació:
{\displaystyle {\frac {1}{3}}<{\frac {2}{5}}}

 Exemple 4 
També es fa servir aquest procediment per sumar fraccions (sumes i restes)
{\displaystyle {\frac {1}{4}}+{\frac {2}{3}}}
{\displaystyle {\frac {1\cdot 3}{4\cdot 3}}+{\frac {2\cdot 4}{3\cdot 4}}}
{\displaystyle {\frac {3}{12}}+{\frac {8}{12}}={\frac {11}{12}}}

## Simplificació de fraccions
En  matemàtiques  es coneix com a  simplificació  o  reducció  de fraccions a l'acció de dividir numerador i denominador d'una fracció per un mateix nombre amb l'objectiu d'obtenir una  fracció equivalent .

Exemple:
La fracció 2/4 pot  simplificar  dividint 2:2 = 1 i 4:2 = 2, de manera que s'obté la fracció 1/2 (2/4 = 1/2). Aquella fracció que no pot ser simplificada rep el nom de  fracció irreduïble . Una fracció és irreduïble quan, tant numerador com a denominador són relativament primers, és sigui que no tenen cap divisor comú. Es pot dividir pel qual es pugui per obtenir la fracció corresponent.